# Molinaranea surculorum
Molinaranea surculorum är en spindelart som först beskrevs av Simon 1896.  Molinaranea surculorum ingår i släktet Molinaranea och familjen hjulspindlar. Inga underarter finns listade i Catalogue of Life.